# Katedra w Bradze
Katedra w Bradze (port. Sé de Braga) – katedra rzymskokatolicka w Bradze, w Portugalii.
Została wybudowana w 1070 roku, po objęciu rekonkwistą tej części Półwyspu Iberyjskiego. Świątynia powstała pierwotnie w stylu romańskim, jednak została wzbogacona z biegiem czasu o elementy gotyckie, renesansowe i barokowe. Najstarszą częścią konstrukcji jest wejście od strony południowej. Katedra jest głównym ośrodkiem katolicyzmu w Portugalii.